# Ashley Fink
Ashley Rae Fink (Houston, 20 novembre 1986) è un'attrice statunitense.

## Biografia
Nasce a Houston, in Texas, e inizia a recitare all'età di 4 anni nello spettacolo estivo della sua scuola. Dopo essersi trasferita con la famiglia a Los Angeles, si dedica totalmente alla recitazione e frequenta il Arts High School, dove si esibisce davanti ad un pubblico più vasto in opere come Il mago di Oz e You're a Good Man Charlie Brown.
Debutta a Hollywood al Tribeca Film Festival in Fat Girls, film pluripremiato, e conduce una campagna pubblicitaria con il resto del cast. Ottiene alcuni ruoli in serie televisive come Make It or Break It - Giovani campionesse e Huge - Amici extralarge e, nel 2010, entra nel cast di Glee nel ruolo di Lauren Zizes.

## Filmografia

### Cinema
- Ancora tu! (You Again), regia di Andy Fickman (2010)
- Glee: The 3D Concert Movie, regia di Kevin Tancharoen (2011)

### Televisione
- E.R. - Medici in prima linea (ER) – serie TV, episodio 12x05 (2005)
- Una mamma per amica (Gilmore Girls) – serie TV, episodio 7x04 (2006)
- Glee – serie TV (2009–2015)
- Huge - Amici extralarge (Huge) – serie TV, 6 episodi (2010)
- Austin & Ally - serie TV, episodi 1x14–1x16 (2012)
- Anger Management – serie TV, episodio 2x16 (2013)
- K.C. Agente Segreto (KC Undercover) – serie TV, episodio 1x01 (2015)
- Criminal Minds – serie TV, episodio 11x03 (2015)